# مسئله زیبای خفته

مسئله زیبای خفته

مسئله زیبای خفته، مسئله‌ای در حوزه نظریه تصمیم‌گیری و احتمالات شرطی است. در طی این مسئله فردی به‌خواب می‌رود. سپس براساس نتیجه پرتاب یک سکه سالم، اگر شیر آمد یک بار و اگر خط آمد ۲ بار او را بیدار می‌کنند و سپس از او پرسیده می‌شود که احتمال شیر آمدن سکه چه قدر است.
این مسئله اولین بار بین سال‌های ۱۹۸۰ تا ۱۹۹۰ مطرح شده و نام مسئله زیبای خفته توسط رابرت استالنکر به آن داده شد.

## تعریف مسئله
در طی این مسئله آزمایشی روی یک فرد اجرا می‌شود و همه جزئیات آن به او گفته می‌شود. در طی این آزمایش فرد در روز ۱ شنبه به خواب می‌رود. سپس به تعداد ۱ یا ۲ بار او را بیدار کرده و با او مصاحبه می‌کنند. سپس خاطرات او از بیدار شدن در آن روز از حافظه‌اش پاک شده و دوباره به خواب می‌رود. تصمیمات لازم برای انجام آزمایش بر اساس پرتاب یک سکه سالم صورت می‌گیرد:
- اگر سکه شیر بیاید فرد را فقط در روز دوشنبه بیدار کرده و با او مصاحبه می‌کنند.
- اگر سکه خط بیاید فرد را در دو روز دوشنبه و سه شنبه بیدار کرده و با او مصاحبه می‌شود.

در هر ۲ صورت فرد در روز چهارشنبه بیدار شده و آزمایش به اتمام می‌رسد.
هر بار که فرد را بیدار کرده و با او مصاحبه می‌کنند، او هیچ اطلاعی از این که چه روزی از هفته است یا این که قبلاً با او مصاحبه شده یا نه ندارد.
در هر بار مصاحبه با این فرد از او پرسیده می‌شود که به نظر او احتمال شیر آمدن سکه چه قدر است.

## پاسخ‌های مسئله
تحلیل‌ها و پاسخ‌های مختلفی برای این مسئله وجود دارد.

### تحلیل پاسخ یک دوم
یکی از پاسخ‌های احتمالی {\displaystyle {\frac {1}{2}}}است. با توجه به سالم بودن سکه، مسلماً فرد قبل از این که به خواب برود احتمال {\displaystyle {\frac {1}{2}}} را به شیر آمدن سکه نسبت می‌دهد. حال هنگامی که فرد بیدار شده و با او مصاحبه می‌شود، هیچ اطلاعات جدیدی به دست نمی‌آورد، چرا که از قبل می‌دانست که تحت هر شرایطی حداقل یک بار بیدار شده و با او مصاحبه می‌شود. در نتیجه جواب او نباید با قبل تفاوتی داشته باشد و همچنان باید احتمال {\displaystyle {\frac {1}{2}}}را به شیر آمدن سکه نسبت دهد.

### تحلیل پاسخ یک سوم
یکی دیگر از پاسخ‌های مسئله {\displaystyle {\frac {1}{3}}}است. استدلال لازم برای این جواب این است که تعداد مصاحبه‌ها با فرد زمانی که سکه خط بیاید ۲ برابر زمانی است که شیر بیاید. اثبات دقیق برای این جواب به این صورت است:
{\displaystyle P(Monday)}و {\displaystyle P(Tuesday)}به ترتیب احتمال بیدار بودن فرد در روز دوشنبه و سه شنبه و هم چنین {\displaystyle P(head)} و {\displaystyle P(tail)}به ترتیب احتمال شیر و خط آمدن سکه می‌باشند.
اگر سکه خط بیاید احتمال این که فرد در روز دوشنبه بیدار شده باشد با احتمال این که در روز سه شنبه بیدار شده باشد یکسان است. در نتیجه:
{\displaystyle P(Monday|tail)=P(Tuesday|tail)}
پس با توجه به تعریف احتمال شرطی ({\displaystyle P(A|B)={\frac {P(A\cap B)}{P(B)}}}) می‌توان نتیجه گرفت:
{\displaystyle P(Monday\cap tail)=P(Tuesday\cap tail)}
همچنین از آنجایی که خط آمدن سکه تنها روی روز ۳ شنبه تأثیر می‌گذارد، می‌توان نتیجه گرفت:
{\displaystyle P(tail|Monday)=P(head|Monday)}
{\displaystyle P(Monday\cap tail)=P(Monday\cap head)}
و در نتیجه:
{\displaystyle P(Monday\cap head)=P(Monday\cap tail)=P(Tuesday\cap tail)}
پس از آن جایی که داریم {\displaystyle P(Monday\cap head)+P(Monday\cap tail)+P(Tuesday\cap tail)=1}، می‌توان به دست آورد:
{\displaystyle P(Monday\cap head)={\frac {1}{3}}}
این به این معنی است که فرد پس از بیدار شدن باید احتمال {\displaystyle {\frac {1}{3}}}را به شیر آمدن سکه نسبت دهد.

## استدلالی برای رد کردن پاسخ یک دوم
روشی دیگر برای بررسی این مسئله حالت بندی روی روز مصاحبه است، یعنی در نظر بگیریم در صورتی که فرد بداند در چه روزی قرار دارد پاسخ او چه تغییری می‌کند.
ابتدا فرض کنید فرد بداند که مصاحبه در روز ۲ شنبه در حال انجام است. در این صورت چون در هر ۲ حالت شیر و خط آمدن سکه حتماً در روز دوشنبه با فرد مصاحبه می‌شود، فرد باید یه شیر یا خط آمدن سکه احتمال یکسان نسبت دهد. پس اگر {\displaystyle P(Monday)}احتمال انجام مصاحبه در روز دوشنبه و {\displaystyle P(head)}احتمال شیر آمدن باشد، در این صورت:
{\displaystyle P(head|Monday)={\frac {1}{2}}}
حال فرض کنید که فرد بداند که روز مصاحبه سه شنبه است. با توجه به این که اگر سکه شیر بیاید مصاحبه‌ای در روز سه‌شنبه انجام نمی‌شود، احتمال شیر آمدن سکه در این حالت صفر است. پس اگر {\displaystyle P(Tuesday)}احتمال انجام مصاحبه در روز سه شنبه باشد، در این صورت {\displaystyle P(head|Tuesday)=0}.
با توجه به قانون احتمال کل داریم:
{\displaystyle {\begin{alignedat}{2}P(head)&=P(Monday)P(head|Monday)+P(Tuesday)P(head|Tuesday)\\&=P(Monday)({\frac {1}{2}})+P(Tuesday)(0)\\&=P(Monday)({\frac {1}{2}})\end{alignedat}}}
حال چون در هر صورت گاهی مصاحبه در روز سه شنبه صورت می‌گیرد، پس {\displaystyle P(Tuesday)>0}، در نتیجه:
{\displaystyle P(Monday)=1-P(Tuesday)<1}
پس برای احتمال شیر آمدن سکه به دست می‌آید:
{\displaystyle P(head)=({\frac {1}{2}})P(Monday)<{\frac {1}{2}}}
این استدلال واضحاً نشان می‌دهد که پاسخ {\displaystyle {\frac {1}{2}}}نمی‌تواند پاسخ درستی برای این مسئله باشد.